# Crazy Ken Band
Crazy Ken Band (クレイジーケンバンド?), también conocidos como CKB, es un grupo musical japonés formado en 1997 por su vocalista principal, escritor y compositor, Ken Yokoyama. La banda apareció por primera vez en 1991 bajo el nombre de "CK", con tan solo cuatro miembros en su formación inicial: Ken Yokoyama, Keiichi Hiroishi, Masao Onose y Shinya Horaguchi. La banda se reconvirtió en un grupo de 15 miembros entre instrumentales y vocales. En 1997, Keiichi Nakanishi entró a formar parte de la banda como quinto miembro fijo, y el nombre del grupo cambio a "Crazy Ken Band".
La banda hizo su debut en junio de 1998 con el álbum Punch! Punch! Punch!. En el año 2000, Toraji Shingū pasó a ser miembro fijo de la banda. El primer single del grupo, Nikutai Kankei, fue lanzando en junio del 2001. En el año 2003, en la lista de HMV Japón, la banda apareció en el puesto #98 de las mejores bandas en el "Top 100 artistas pop japoneses". En el año 2005, su canción Tiger & Dragon fue utilizada como banda sonora de la exitosa serie de televisión del mismo título emitida por TBS.
El primer álbum recopilatorio del grupo, CKBB - Oldies But Goodies, fue lanzado el 3 de marzo de 2004, consiguiendo el puesto #9 en las listas de éxitos, manteniéndose en listas durante cuarenta y nueve semanas. Un conjunto de discos recopilatorios, Best Tsuru y Best Kame (su tercera y cuarta recopilación, respectivamente), fue lanzado el 24 de febrero de 2010. Ambos tuvieron éxito; Tsuru llegó al número #10 en la lista semanal Oricon , vendiendo 13.323 copias durante la primera semana; mientras que Kame llegó al número #11, vendiendo 12.158 copias durante la primera semana.
December 17 (12月17日?) y Kuroi Kizuato no Blues (黒い傷跡のブルース?), dos canciones publicadas en Galaxy, aparecen en el videojuego Yakuza 2 del año 2006. December 17 se incluyó de nuevo en el recopilatorio Best Tsuru.

## Miembros
- Ken Yokoyama (横山 剣 Yokoyama Ken?) - vocalista, coros, autor, compositor, arreglos y teclados
- Masao Onose (小野瀬 雅生 Onose Masao?) - guitarra eléctrica y coros
- Toraji Shingū (新宮 虎児 Shingū Toraji?) - guitarra eléctrica y teclados
- Keiichi Nakanishi (中西 圭一 Nakanishi Keiichi?) - saxo, flauta
- Shinya Horaguchi (洞口 信也 Horaguchi Shinya?) - bajo
- Keiichi Hiroishi (廣石 恵一 Hiroishi Keiichi?) - batería, percusión, director
- Toshimitsu Takahashi (高橋 利光 Takahashi Toshimitsu?) - teclados, arreglos
- Aiko Sugawara (菅原 愛子 Sugawara Aiko?) - vocalista, coros
- Smokey Tetsuni (スモーキー・テツニ?) - vocalista, coros
- Wakaba Kawai (河合 わかば Kawai Wakaba?) - trombón, flauta
- Hironori Sawano (澤野 博敬 Sawano Hironori?) - trompeta, fliscorno
- Gen Date (伊達 弦 Date Gen?) - percusión

## Discografía

### Sencillos
| #  | Título | Fecha de lanzamiento                                         | Posición en listas    |
| -- | --- | ------------------------------------------------------------ | --------------------- |
| 1  | "Nikutai Kankei" (肉体関係 Sexual Relations?)                                                                   | 25 de junio de 2001                                          | —                     |
| 2  | "September" (せぷてんばぁ?)                                                                                     | 10 de septiembre de 2001 23 de julio de 2003 (relanzamiento) | — 187 (relanzamiento) |
| 3  | "Mappira Rock" (まっぴらロック?)                                                                                | 22 de mayo de 2002                                           | 98                    |
| 4  | "GT" | 10 de julio de 2002                                          | 57                    |
| 5  | "Tiger & Dragon" (タイガー＆ドラゴン?)                                                                          | 4 de diciembre de 2002 27 de abril de 2005 (relanzamiento)   | 17                    |
| 6  | "Christmas Nante Daikirai!! Nanchatte" (クリスマスなんて大嫌い!! なんちゃって♥ I Hate Christmas! Only Joking♥?) | 4 de diciembre de 2002                                       | 14                    |
| 7  | "Amai Hibi/A, Yaru to kya Yaranakya Dame na no yo." (甘い日々／あ、やるときゃやらなきゃダメなのよ。?)           | 19 de febrero de 2003                                        | 24                    |
| 8  | "Abuku" (あぶく Easy?)                                                                                          | 1 de diciembre de 2004                                       | 35                    |
| 9  | "Meri Meri (I Wanna Marry Marry You)" (メリメリ -I Wanna Marry Marry You-?)                                     | 26 de julio de 2006                                          | 28                    |
| 10 | "Tenyawanya Desu yo" (てんやわんやですよ Hectic!?)                                                              | 21 de febrero de 2007                                        | 10                    |
| 11 | "Girlfriend" (ガールフレンド?)                                                                                  | 22 de julio de 2009                                          | 12                    |
| 12 | 1107 (イイオナ Good Woman?)                                                                                     | 1 de julio de 2010                                           | 15                    |

### Álbum de estudio
| #  | Título                                        | Fecha de lanzamiento     | Posición en listas |
| -- | --------------------------------------------- | ------------------------ | ------------------ |
| 1  | Punch! Punch! Punch!                          | 25 de junio de 1998      | —                  |
| 2  | Goldfish Bowl                                 | 10 de mayo de 1999       | —                  |
| 3  | Shock Ryōhō (ショック療法 Shock Therapy?)     | 10 de junio de 2000      | —                  |
| 4  | Gran Turismo (グランツーリズモ?)              | 7 de agosto de 2002      | 34                 |
| 5  | 777                                           | 25 de junio de 2003      | 14                 |
| 6  | Brown Metallic                                | 23 de junio de 2004      | 13                 |
| 7  | Soul Punch                                    | 6 de julio de 2005       | 9                  |
| 8  | Galaxy                                        | 20 de septiembre de 2006 | 10                 |
| 9  | Soul Denpa (SOUL電波 Soul Radio Waves?)       | 8 de agosto de 2007      | 6                  |
| 10 | Zero                                          | 13 de agosto de 2008     | 5                  |
| 11 | Girls! Girls! Girls! (ガール!ガール!ガール!?) | 12 de agosto de 2009     | 4                  |
| 12 | Mint Condition                                | 10 de agosto de 2010     | 9                  |

### LP
| # | Título                                              | Fecha de lanzamiento |
| - | --------------------------------------------------- | -------------------- |
| 1 | Yokowake Handsome World (ヨコワケハンサムワールド?) | 1999                 |
| 2 | The Playboy's Manual                                | 2000                 |
| 3 | MilkyWay Galaxy                                     | 2006                 |

### iTunes
| # | Título                                                   | Fecha de lanzamiento |
| - | -------------------------------------------------------- | -------------------- |
| 1 | iTunes Originals – Crazy Ken Band (Japón exclusivamente) | 2005                 |

### Directos
| # | Título                                             | Fecha de lanzamiento    |
| - | -------------------------------------------------- | ----------------------- |
| 1 | Seizan 246 Shinyazoku no Yoru (青山246深夜族の夜?) | 10 de diciembre de 2000 |

### Recopilatorios
| # | Título                                                                                     | Fecha de lanzamiento  | Posición en listas |
| - | ------------------------------------------------------------------------------------------ | --------------------- | ------------------ |
| 1 | CKBB - Oldies But Goodies                                                                  | 3 de marzo de 2004    | 9                  |
| 2 | Middle & Mellow of Crazy Ken Band                                                          | 8 de octubre de 2008  | 58                 |
| 3 | Crazy Ken Band: Best Tsuru (クレイジーケンバンド・ベスト 鶴 Crazy Ken Band: Best (Crane)?) | 24 de febrero de 2010 | 10                 |
| 4 | Crazy Ken Band: Best Kame (クレイジーケンバンド・ベスト 亀 Crazy Ken Band: Best (Turtle)?) | 24 de febrero de 2010 | 11                 |
| 5 | Single Collection / P-Vine Years                                                           | 23 de febrero de 2011 | —                  |